# Lorenzo De Silvestri
Lorenzo De Silvestri (* 23. Mai 1988 in Rom) ist ein italienischer Fußballspieler. Er ist in Abwehr und Mittelfeld auf der rechten Seite tätig.

## Karriere

### Im Verein
Sein Debüt in der Serie A feierte er am 22. April 2007 beim Spiel Lazio Rom gegen die AC Florenz, das 0:1 endete. Sein erstes Spiel von Beginn an bestritt er in der darauf folgenden Woche bei der Partie gegen den FC Parma. Dies waren die einzigen beiden Einsätze in der Saison 2006/07. Ab der Saison 2007/08 wurde De Silvestri von Beginn an von Trainer Delio Rossi eingesetzt und feiert sein erstes offizielles Tor in Italien am 19. Dezember 2007 in der Coppa Italia gegen den SSC Neapel. Im Jahre 2007 unterschrieb Lorenzo De Silvestri einen Vertrag mit Lazio Rom. Im August 2009 wechselte De Silvestri zur AC Florenz.
Von 2012 bis 2016 spielte De Silvestri für Sampdoria Genua, wobei er über 100 Partien in der Serie A absolvierte.
Im Sommer 2016 wechselte De Silvestri zum FC Turin. Nach vier Jahren in Turin verließ er den Verein im September 2020 und wechselte zum FC Bologna.

### In der Nationalmannschaft
Lorenzo De Silvestri durchlief die italienischen Junioren-Auswahlmannschaften seit der U-16. Ab 2007 spielte er in der U-21-Nationalmannschaft, mit der er 2008 das Turnier von Toulon gewann. Kurze Zeit später nahm De Silvestri mit der italienischen Olympiaauswahl unter Trainer Pierluigi Casiraghi an den Olympischen Sommerspielen in Peking teil, wo er mit seiner Mannschaft im Viertelfinale an Belgien scheiterte.
Am 7. September 2010 debütierte er unter Cheftrainer Cesare Prandelli in der Squadra Azzurra, als er in der Partie gegen die Färöer in der Startformation stand. Die Partie endete mit einem 5:0-Sieg für Italien. Nach einer längeren Pause kam De Suilvestri ab 2013 immer wieder sporadisch zum Einsatz. Sein sechstes und bisher letztes Länderspiel bestritt er im März 2016 gegen Deutschland. Zuletzt nominiert wurde er für ein Trainingslager im Mai 2016, seither wurde er nicht mehr berücksichtigt.

## Trivia
Lorenzo De Silvestri hat bis zu seinem zehnten Schuljahr, also bis zum Alter von 16 Jahren, die Deutsche Schule Rom besucht und verfügt daher über gute Deutschkenntnisse.

## Erfolge
- Sieger beim Turnier von Toulon: 2008
- Italienischer Pokalsieger: 2008/09